# HD36918
HD36918 є хімічно пекулярною зорею спектрального класу
B9 й має видиму зоряну величину в смузі V приблизно  8,3.

## Пекулярний хімічний вміст
HD36918 належить до Хімічно пекулярних зір з пониженим вмістом гелію 
й в її  зоряній атмосфері спостерігається нестача He у порівнянні з його вмістом в атмосфері Сонця.